# Festuca elbrusica
Festuca elbrusica är en gräsart som beskrevs av Evgenii Borisovich Alexeev. Festuca elbrusica ingår i släktet svinglar, och familjen gräs. Inga underarter finns listade i Catalogue of Life.